# Легија (Клуж)
Легија (рум. Leghia) насеље је у Румунији у округу Клуж у општини Агирешу. Oпштина се налази на надморској висини од 512 m.

## Становништво
Према подацима из 2002. године у насељу је живело 533 становника.

### Попис2002.
| Расподела становништва по националности 2002.‍ | Расподела становништва по националности 2002.‍ | Расподела становништва по националности 2002.‍ | Расподела становништва по националности 2002.‍ | Расподела становништва по националности 2002.‍ |
| --------------------------------------------- | --------------------------------------------- | --------------------------------------------- | --------------------------------------------- | --------------------------------------------- |
|                                               |                                               |                                               |                                               |                                               |
| Румуни                                        | Румуни                                        |                                               | 10                                            | 1,9%                                          |
| Мађари                                        | Мађари                                        |                                               | 523                                           | 98,1%                                         |